# Poronin (gmina)
Poronin est une gmina rurale du powiat de Tatras, Petite-Pologne, dans le sud de la Pologne. Son siège est le village de Poronin, qui se situe environ 7 km au nord-est de Zakopane et 80 km au sud de la capitale régionale Cracovie.
La gmina couvre une superficie de 83,55 km2 pour une population de 10 706 habitants.

## Géographie
La gmina inclut les villages de Bustryk, Małe Ciche, Murzasichle, Nowe Bystre, Suche et Ząb.
La gmina borde la ville de Zakopane et les gminy de Biały Dunajec, Bukowina Tatrzańska, Czarny Dunajec et Kościelisko.